# 源仁斋站
源仁齋站（：／ Woninjae yeok */?）是水仁·盆唐線與仁川地鐵1號線沿線交會的一座轉乘車站，位於韓國仁川廣域市延壽區延壽2洞。仁川1號線的韓語副站名為「仁川有力醫院」（인천힘찬병원）。

## 車站結構
兩線站體均為2面2線側式月台的地下車站，候車月台皆設有月台幕門，並有出口共6處。
本站於水仁線開通時設計了待避構造。

### 水仁·盆唐線月台

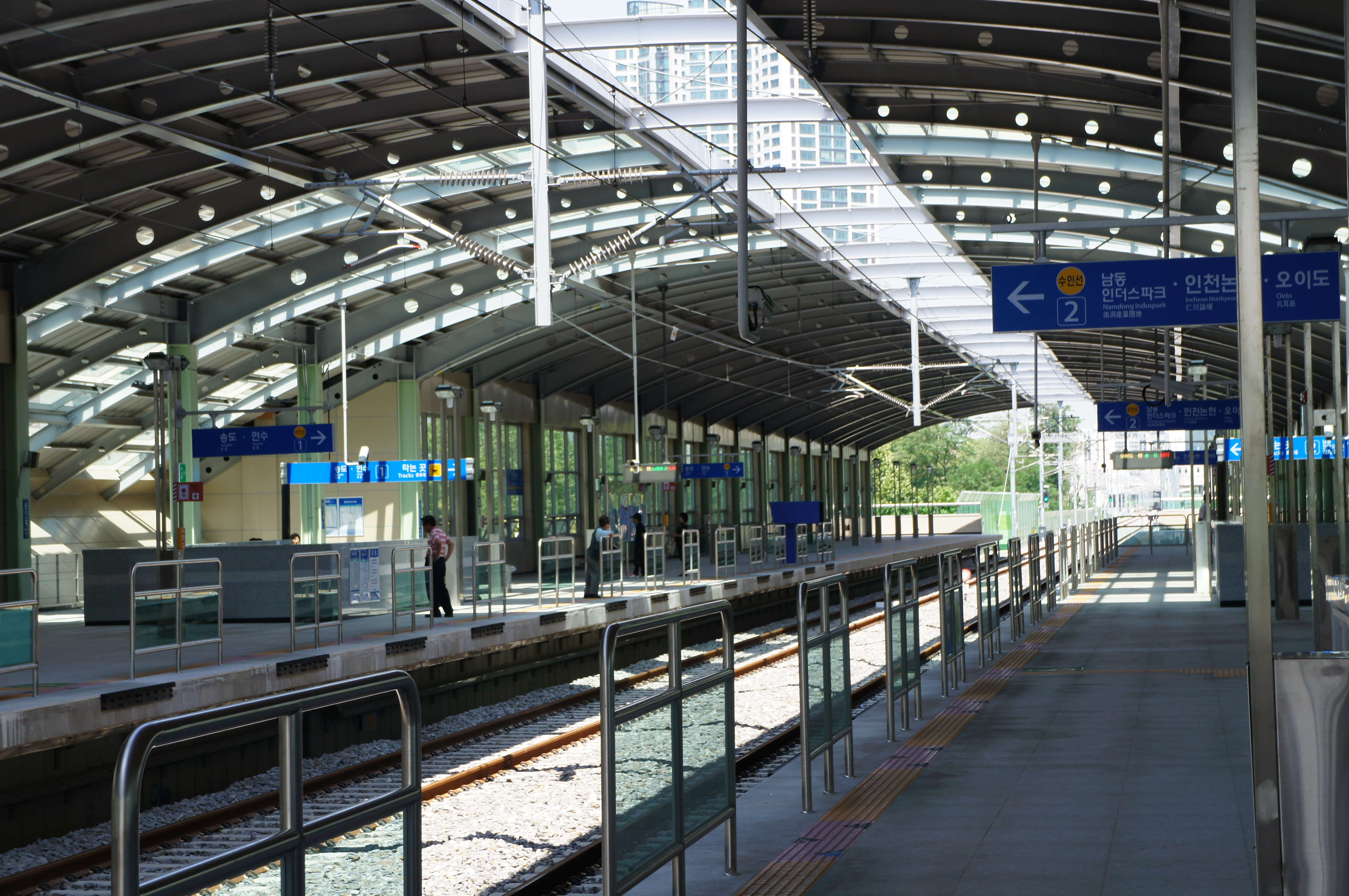
水仁·盆唐線候車月台（未安裝月台門時）

| ↑ 南洞產業園地 |
| \| １          |
| 延壽 ↓         |

| 月台 | 路線                   | 目的地                                                     |
| ---- | ---------------------- | ---------------------------------------------------------- |
| 1    | ●首都圈電鐵水仁·盆唐線 | 延壽、松島、仁川方向                                       |
| 2    | ●首都圈電鐵水仁·盆唐線 | 南洞產業園地、月串、烏耳島、水原、竹田、往十里、清涼里方向 |

### 仁川1號線月台

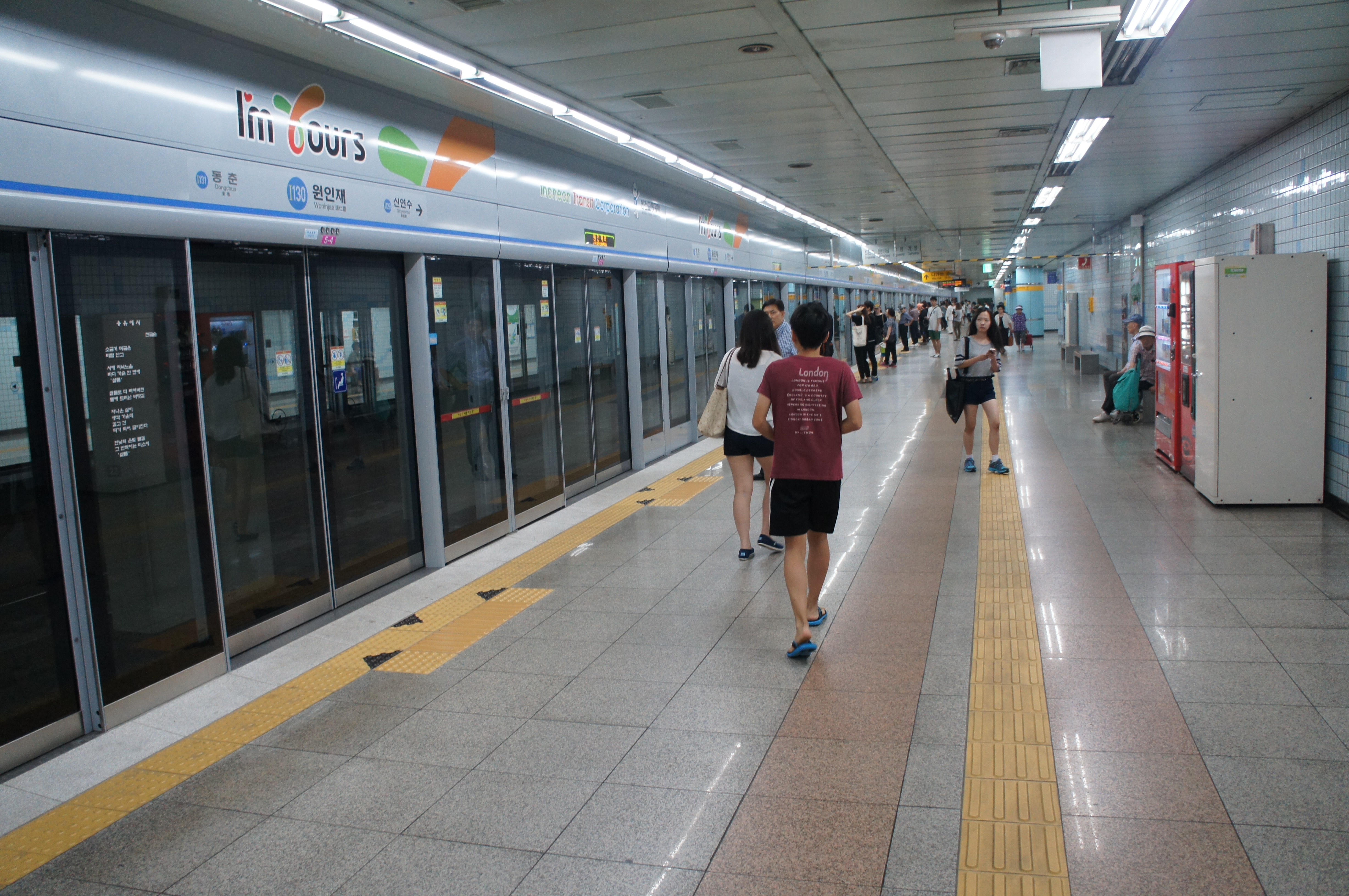
仁川地鐵1號線候車月台

| 新延壽 ↑ |
| \| 上    |
| ↓ 東春   |

| 月台 | 路線               | 目的地                                   |
| ---- | ------------------ | ---------------------------------------- |
| 上行 | ●仁川都市鐵道1號線 | 仁川客運站、富平、富平區廳、桂陽方向     |
| 下行 | ●仁川都市鐵道1號線 | 東幕、國際業務園區、松島月光慶典公園方向 |

## 歷史
- 1999年10月6日：落成啟用。
- 2012年6月30日：水仁線站體開通。
- 2020年9月12日：首都圈電鐵水仁·盆唐線開通，車站編號由 K257 改為 K265。

## 車站周邊
- 源仁齋（朝鲜语：원인재）
- 延壽體育公園
- 延壽高校
- 延壽中學
- 蓮花中學
- 蓮花初等學校
- 仁川中央初等學校
- 延壽區廳
- 仁川延壽警察署

## 圖片

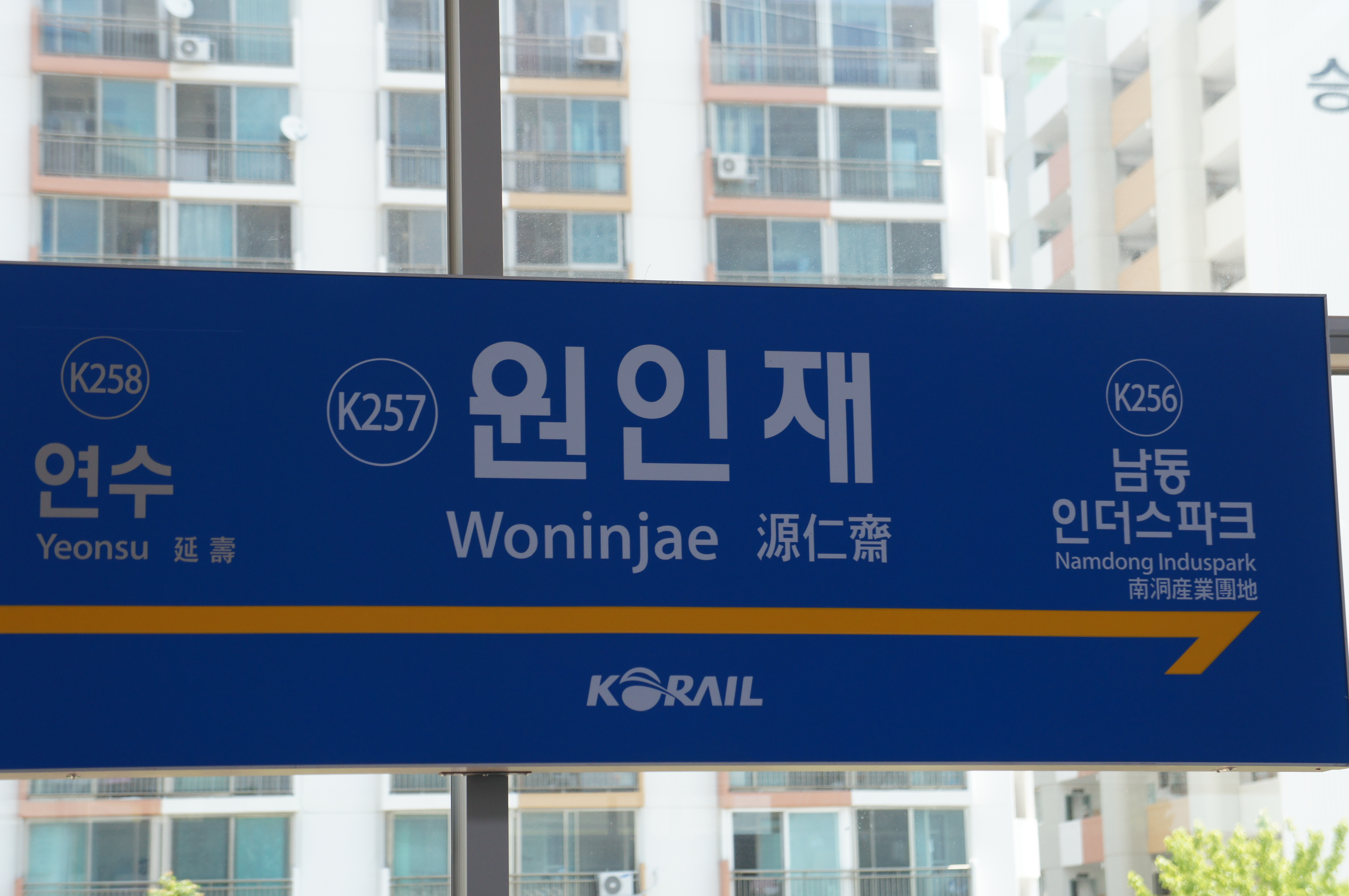
水仁線舊站牌
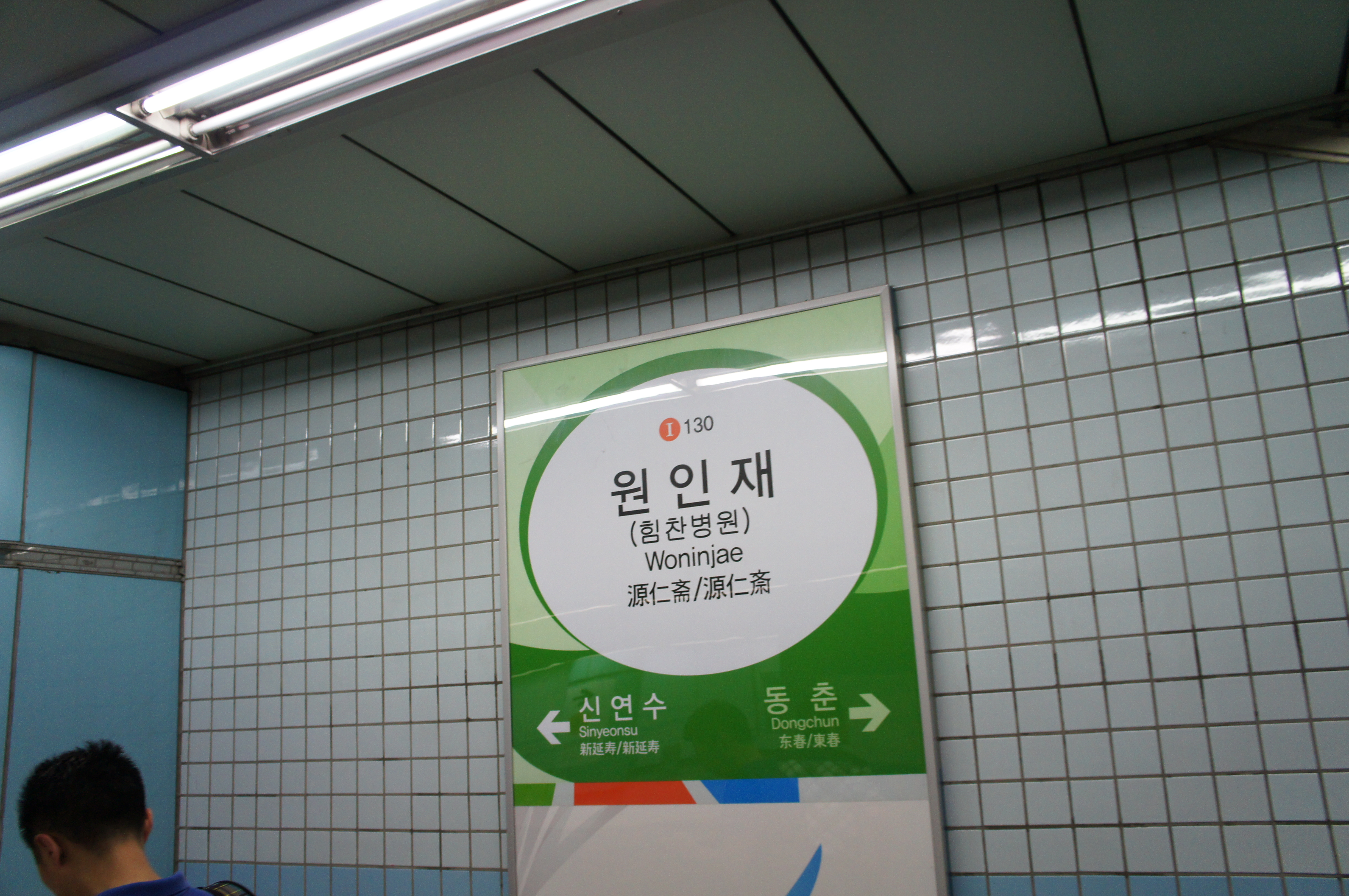
仁川1號線站名牌
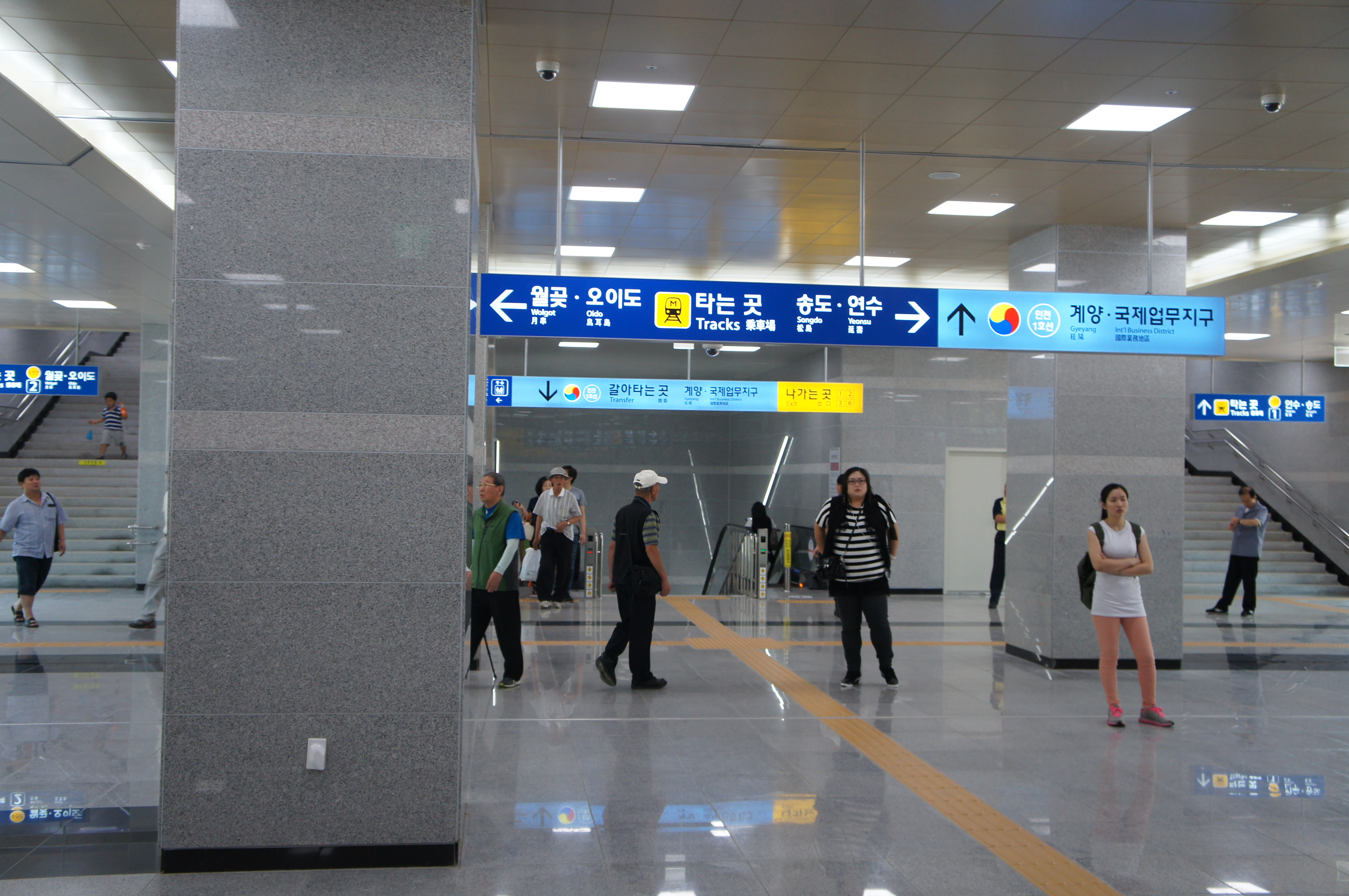
水仁·盆唐線候車大廳
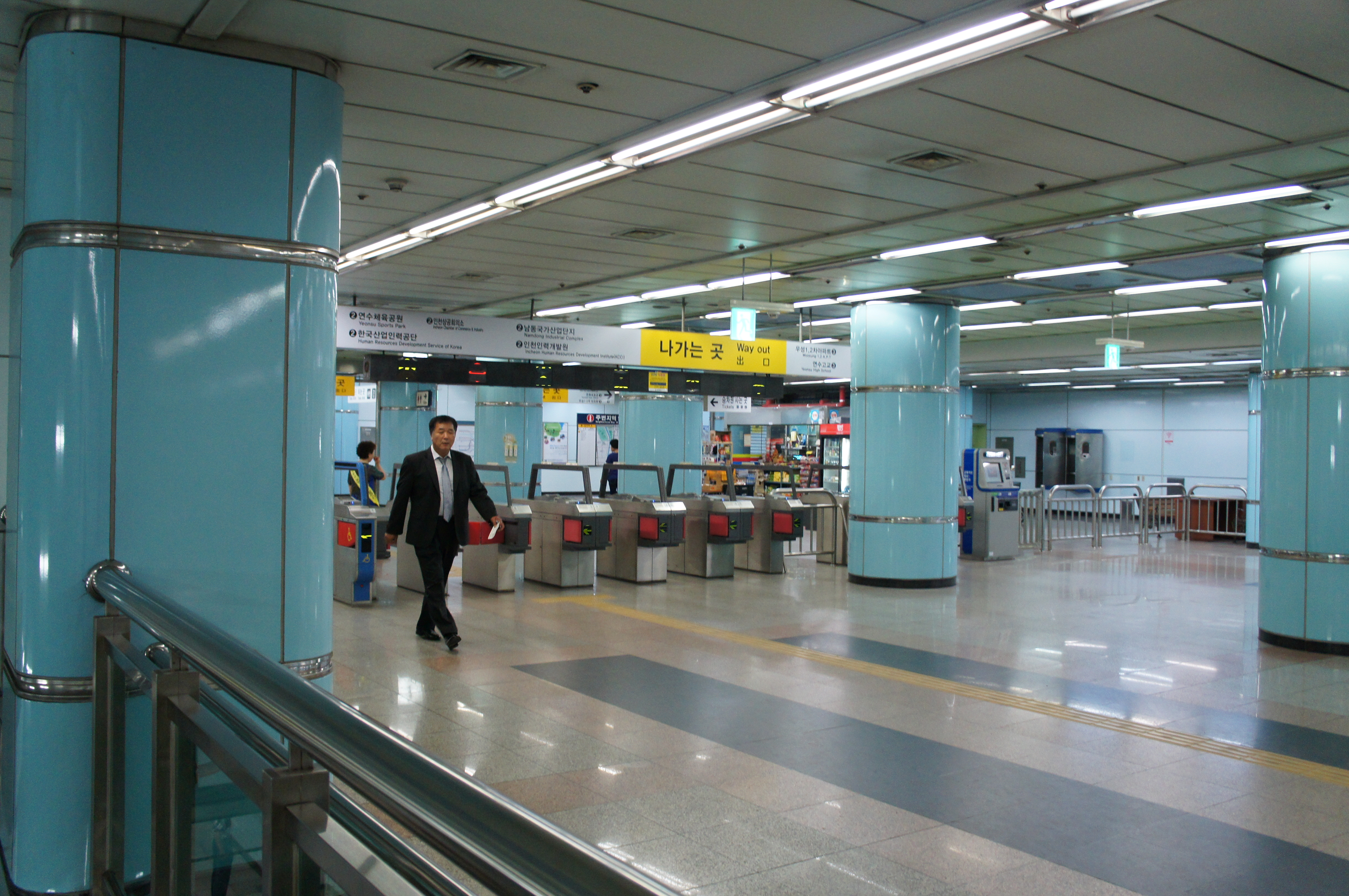
剪票閘口（仁川1號線側）

## 相鄰車站
韓國鐵道公社
●首都圈電鐵水仁·盆唐線
水仁急行
仁川論峴（K262）－源仁齋（K265）－延壽（K266）
緩行
南洞產業園地（K264）－源仁齋（K265）－延壽（K266）
仁川交通公社
●仁川都市鐵道1號線
新延壽（I129）－源仁齋（I130）－東春（I131）